# Ratchet: Gladiator
Ratchet: Gladiator, uscito come Ratchet: Deadlocked in Nord America, è un videogioco per PlayStation 2 sviluppato dalla Insomniac Games, quarto esponente della celebre saga di Ratchet & Clank.
Dopo Ratchet & Clank 3, questo gioco porterà il Lombax a diventare un vero e proprio gladiatore.
Rispetto al predecessore, la grafica è stata resa lievemente più realistica. Per la prima volta, Clank è stato tolto dai comandi del giocatore (compare solo nelle scene d'intermezzo) e sostituito con due robot da combattimento che seguono Ratchet ovunque.

## Trama
La storia continua dopo quella del videogioco precedente Ratchet & Clank 3. Ratchet è diventato il capitano della Fenice, mentre il precedente (Sasha Phyronix) è il nuovo sindaco di Metropolis. All'improvviso, un'astronave nemica si avvicina e un gruppo di robot si teletrasporta dentro l'incrociatore e rapisce Ratchet. Al suo risveglio, il protagonista si ritrova in un'armatura, costretto a combattere per il malvagio boss del crimine Gleeman Vox, per via di un collare impiantatogli durante il tragitto, che Vox minaccia di fare esplodere se Ratchet non farà ciò che gli ordina, in un reality show, Dreadzone, dove si battono fra loro gli eroi più pericolosi di tutta la galassia, anche loro rapiti.
Durante le sfide, Ratchet dovrà affrontare altri eroi, i più potenti e in cima alle classifiche, gli Sterminatori, contro la sua volontà per via delle minacce di Vox. Nella sua permanenza alla Stazione DreadZone (luogo dove viene registrato il programma), Ratchet e i suoi amici cercheranno un modo per disattivare il collare e fuggire con i pochi eroi rimasti. Dopo aver compiuto numerosi massacri e missioni su vari pianeti e aver eliminato gli Sterminatori, Vox propone a Ratchet una campagna pubblicitaria a suo nome, promettendogli immensi guadagni. Ratchet, però, considera il tutto una crudeltà e si rifiuta onestamente di collaborare con Vox.
Vox allora, infuriato, manda in onda un'ultima puntata, in cui attiva l'autodistruzione dell'intera stazione spaziale di Dreadzone e in cui Ratchet dovrà salvare tutti gli eroi presenti disinnescando il conto alla rovescia. Dopo esser riuscito nell'impresa, il Lombax si scontra direttamente con Vox, eliminando la sua astronave corazzata. Prima di morire, egli attiva il conto alla rovescia per l'autodistruzione della stazione, ma tutti gli abitanti di Dreadzone riescono a fuggire in tempo dal luogo con astronavi di salvataggio. Infine, Ratchet viene ringraziato tramite videochiamate dagli altri combattenti e contattato dal Capitano Qwark, inconsapevole di tutto l'accaduto.
Dopo la fine del gioco, si vedono il Dr. Nefarious e il suo fedele maggiordomo Lawrence che, dopo la fine di Ratchet & Clank 3, hanno continuato a vagare per lo spazio alla ricerca di un pianeta. Ma alla fine trovano solo la stazione spaziale già esplosa.

## Modalità di gioco
A livello di gameplay, il gioco è molto più focalizzato sull'azione che su platform o enigmi, e il giocatore è sempre accompagnato da due robot da battaglia, Merc e Verde (anch'essi potenziabili).
Sono presenti sfide opzionali che aumentano il punteggio nella classifica di DreadZone.
Per ogni pianeta sono presenti 15 Punti Stile e, a differenza degli altri capitoli, è presente una descrizione del procedimento per ottenerli.
Quando si inizia una nuova partita, e ogni volta che si carica una partita precedentemente salvata, si può impostare la difficoltà del gioco. I livelli di difficoltà si stabiliscono dalle stelle, da 1 a 5.
Completando le sfide a un livello di difficoltà maggiore si guadagneranno più stelle per ogni sfida, utilizzabili per comprare le skin dei personaggi nel menu Extra.
Come nel capitolo precedente il multigiocatore permette sfide deathmatch, cattura la bandiera e dominio con altri giocatori tramite rete Lan o sfida locale.
È presente anche un'inedita modalità cooperativa che permette di affrontare in due (senza i due robot alleati) le missioni della modalità giocatore singolo, è anche possibile acquistare il costume di Jak, protagonista della serie Jak and Daxter, utilizzabile soltanto dal giocatore 2.
Nel gioco sono presenti meno armi rispetto al secondo e terzo capitolo.
A differenza dei precedenti titoli, dove le armi acquisivano nuove capacità e potenza quanto più spesso venivano usate, in questo capitolo le armi possono essere potenziate in 3 modi:
- Abbattendo nemici, l'arma acquista punti esperienza e sale di livello; ad ogni livello, aumenta il suo potenziale distruttivo e acquisisce un nuovo Mod Alpha (fino a 10); aumentano gli attributi dell'arma (come la quantità delle munizioni o il raggio di azione), più copie dello stesso possono sommarsi. Si possono scambiare liberamente tra le varie armi.
- Dopo aver finito il gioco, si potranno comprare potenziamenti dal rivenditore. Le Mod Omega conferiscono capacità speciali all'arma come Acido o Congelamento. A differenza delle Mod Alpha, queste non vengono sbloccate, per questo devono essere acquistate. Una volta acquistata una Mod, si può utilizzare per tutte le armi che la supportano.

Come negli altri episodi, anche in questo episodio è possibile guidare dei veicoli armati per portare a termine delle missioni: il ragno meccanico Landstalker, la moto fluttuante Hovermoto, il fuoristrada Puma, e la Navicella, l'unico veicolo disposto al volo.

## Personaggi
- Ratchet: un giovane Lombax, protagonista del gioco.
- Clank: l'aiutante di Ratchet. A differenza dei precedenti capitoli, Clank non sarà attaccato a Ratchet, ma lo monitorerà da un punto di controllo nella Stazione di DreadZone.
- Al (o Grande Al): monitora anche lui Ratchet dalla stazione. Nella sua postazione, si trova un rivenditore di potenziamenti per i bot (armi, gadget, teste e colori per l'armatura).
- Merc e Verde: due robot che scortano Ratchet e lo aiutano a superare ostacoli che da solo non potrebbe superare.
- Dallas e Juanita: presentatori e cronisti del reality. Nel corso del gioco scherniscono continuamente Ratchet.
- Gleeman Vox: Antagonista principale del gioco,assetato di denaro e potere pronto a tutto per il proprio business. è il capo dell'omonimo impero mediatico, nonché fondatore del Vox Network e il presidente/produttore di DreadZone.
- Ace Hardlight: Antagonista Secondario del Gioco, un tempo era un grande eroe rispettato in tutta la galassia, ora è un eroe corrotto disprezzato da tutto e tutti, nonostante ciò è leader degli Sterminatori nonché il braccio destro di Gleeman Vox.
- Gli Sterminatori: una squadra di gladiatori assassini e mercenari capitanata da Ace Hardlight e composta da Skleroshock, Reactor ed Eviscerator. Sono noti per la loro spietatezza è per la loro imbattibilità negli incontri del Dreadzone, almeno fino all'arrivo di Ratchet e Clank.
- Dr.Nefarious & Lawrance: gli antagonisti principali di Ratchet & Clank 3 compaiono alla fine del gioco dopo i titoli di coda dove continuano a vagare per lo spazio alla ricerca di un pianeta.

## Doppiaggio
| Personaggio    | Doppiatore originale   | Doppiatore italiano                             |
| -------------- | ---------------------- | ----------------------------------------------- |
| Ratchet        | James Arnold Taylor    | Simone D'Andrea                                 |
| Clank          | David Kaye             | Aldo Stella                                     |
| Capitano Qwark | Jim Ward               | Gianni Gaude                                    |
| Gleeman Vox    | Michael Bell           | Pietro Ubaldi                                   |
| Ace Hardlight  | André Sogliuzzo        | Tony Fuochi                                     |
| Al             | Chris Hatfield         | Andrea De Nisco (1° voce) Diego Sabre (2° voce) |
| Sasha Phyronix | Leslie Carrara Rudolph | Dania Cericola                                  |
| Dallas         | Daran Norris           | Marco Balzarotti                                |
| Juanita        | Nika Futterman         | Patrizia Scianca                                |
| Merc           | Phil Morris            | Luca Sandri                                     |
| Green          | Travis Davis           | Diego Sabre                                     |
| Annunciatore   |                        | Luigi Rosa                                      |
| Skleroshock    | Jim Ward               | Andrea De Nisco                                 |
| Reactor        | Phil Morris            | Diego Sabre                                     |
| Computer       |                        | Stefania Patruno                                |
| Kid Nova       | Travis Davis           | Diego Sabre                                     |
| Dr. Nefarious  | Armin Shimerman        | Riccardo Rovatti                                |
| Lawrence       | Michael Bell           | Oliviero Corbetta                               |

## Accoglienza
La rivista Play Generation diede al gioco un punteggio di 88/100, trovandolo un titolo fresco e spensierato, ricco di trovate geniali e da giocare rigorosamente a livello difficile.